# Helmer Nygren
Carl Olof Helmer Nygren, född 3 oktober 1858 i Hammarö socken, död 2 april 1913 i Stockholm, var en svensk operasångare (baryton), regissör och inspicient. 

## Biografi
Nygren blev student vid Uppsala universitet 1878. Han fick fast engagemang vid Kungliga Operan 1886 och hade scenpremiär med Melchtals parti i Wilhelm Tell. Han blev omtyckt av Operans publik "genom sin visserligen något sträfva men fylliga och mäktiga baryton, sitt imponerande yttre och sitt dramatiska skaplynne". Vintern 1890–1891 studerade Nygren sång i Paris. Åren 1897–1898 var han vikarierande andre regissör vid Stockholmsoperan och därefter fram till sin död inspicient och föreståndare för scenens byrå.
Bland hans roller kan nämnas Henrik Fågelfängaren i Lohengrin, Mefistofeles i Faust och Mefistofeles, Lothario i Mignon, Pizarro i Fidelio, Ramphis i Aida och Plumkett i Martha.  
Nygren gifte sig den 7 juni 1902 med sångerskan vid Kungliga Teatern Ebba Sigrid Elisabeth Ekedahl. Han avled plötsligt i hjärnblödning och fick sin grav på Norra begravningsplatsen i Stockholm.